# Džasinda Ardern
Džasinda Kejt Lorel Ardern (engl. Jacinda Kate Laurell Ardern, IPA: ; Hamilton, 26. jul 1980) novozelandska je socijaldemokratska političarka koja od leta 2017. godine vodi Laburističku stranku i koja je nekoliko meseci nakon parlamentarnih izbora, uprkos tome što joj je stranka bila osvojila manje glasova od dotad vladajuće desničarske Nacionalne stranke, uspela sastaviti novu većinu i postati novi premijer Novog Zelanda.
Ardern je rođena kao kći policajca i diplomate Rosa Arderna, a politikom se počela baviti zahvaljujući članovima porodice koji su bili aktivni u Laburističkoj stranci, kojoj se i sama priključila. U Parlament je prvi put izabrana 2008. godine, iako sa kandidatske liste umesto neposrednim nadmetanjem u izbornim jedinicama. Uspeh na dopunskim izborima za jedinicu Mont Albern početkom 2017. godine, u kome je porazila kandidatkinju Zelene stranke, učinilo ju je jednom od stranačkih zvezda, pa je izabrana za zamenicu vođe Opozicije.
Kada je u leto 2017. godine, malo pred izbore, Laburistička stranka doživela izuzetan pad podrške, odnosno rekordno nisku podršku u predizbornim anketama, njen vođa Endrju Litl je 1. avgusta 2017. podneo ostavku, pa je Ardern isti dan jednoglasno izabrana za njegovu naslednicu. Tokom izborne kampanje je Laburistička stranka uspela ne samo da podigne podršku, nego izbore učini krajnje neizvesnim. Na kraju je uspela dobiti samo nešto manje glasova od Nacionalne stranke. Posle dugotrajnih pregovora, manje stranke i populistički zastupnik Vinston Peters, su joj dali podršku, pa je postala novi premijer.
Dana 21. juna, 2018. godine, rodila je ćerku i tako postala druga svetska političarka koja se porodila tokom svog mandata, nakon nekadašnje pakistanske premijerke, Benazir Buto.

## Spoljašnje veze
Mediji vezani za članak Džasinda Ardern na Vikimedijinoj ostavi

 Novosti vezane za članak Džasinda Ardern na Vikinovostima
-{
- Jacinda Ardern's page on Parliament website Архивирано на веб-сајту  (2. август 2017)
- Appearances on Parliament TV
- Jacinda Ardern's campaign website Архивирано на веб-сајту  (2. јул 2017)
- Jacinda Ardern Архивирано на веб-сајту  (22. октобар 2017) at the New Zealand Labour Party

}-